# Пантениус, Вильгельм
Вильгельм Христиан Пантениус (нем. Wilhelm Christian Pantenius; 23 февраля 1806, Залениеки, Курляндская губерния — 20 июля 1849, Митава) — курляндский пастор, богослов, журналист и педагог немецкого происхождения; редактор газеты «Latviešu Avīzes», член Латышского литературного общества. Отец литератора Теодора Германа Пантениуса.

## Биография
Вильгельм Пантениус родился 23 февраля 1806 года в курляндской усадьбе Грюнхоф (на территории современного Елгавского края Латвии) в семье местного пастора Христиана Пантениуса. 

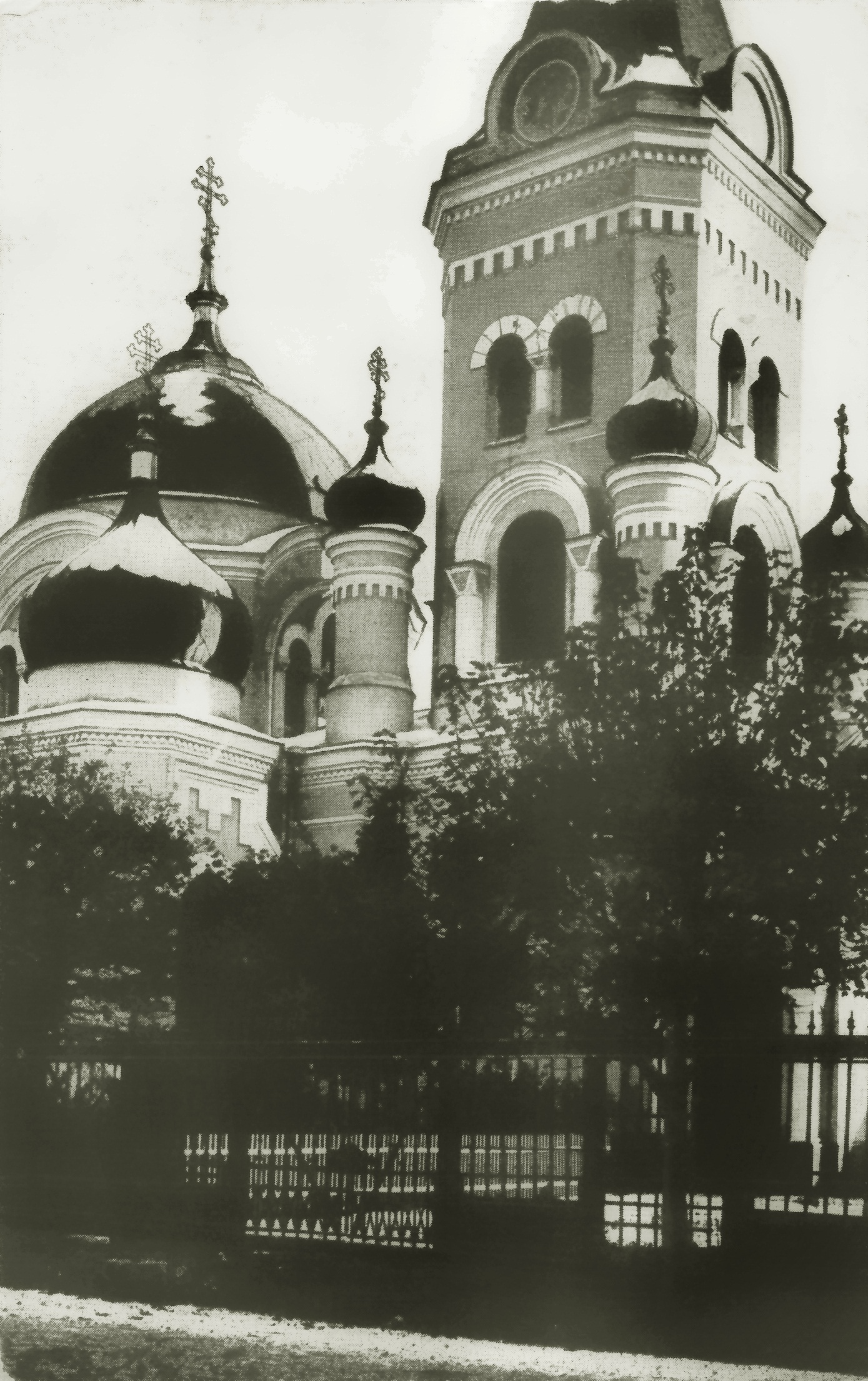
Собор Симеона и Анны

В 1826—1829 гг. Пантениус слушал лекции на богословском факультете Императорского Дерптского университета, где окончил курс кандидатом наук и получил серебряную медаль за свою диссертацию.
После окончания университета Вильгельм Христиан Пантениус некоторое время работал в Курляндии домашним учителем в усадьбе Паульсгнаде, а также был корректором нескольких книг на латышском языке.
С 1835 по 1849 год он занимал место пастора в церкви Святой Анны в Митаве (ныне Елгава). 
С 1835 по 1849 год Пантениус был редактором латышской газеты «Latviešu Avīzes», а также публиковался в рижской газете «Tas Latviešu Draugs». Принимал деятельное участие в жизни Латышского литературного Общества и был директором его курляндского отделения. 
Вильгельм Христиан Пантениус скончался 8(20) июля 1849 года в городе Митаве.
Его заслуги были отмечены Золотым наперсным крестом.